# Communauté de communes Évrecy-Orne-Odon
La communauté de communes Évrecy-Orne-Odon est une ancienne communauté de communes française, située dans le département du Calvados et la région Normandie.

## Historique
La communauté de communes est créée le 28 décembre 2001.Au 1er janvier 2017, elle fusionne avec la communauté de communes de la Vallée de l'Orne pour former la communauté de communes Vallées de l'Orne et de l'Odon. L'ensemble ainsi constitué pourrait rejoindre à terme la communauté urbaine Caen la Mer, créée à cette même date.

## Composition
Elle était composée de dix-neuf communes du canton d'Évrecy :
1. Amayé-sur-Orne
2. Avenay
3. Baron-sur-Odon
4. Bougy
5. La Caine
6. Esquay-Notre-Dame
7. Évrecy
8. Feuguerolles-Bully
9. Fontaine-Étoupefour
10. Gavrus
11. Grainville-sur-Odon
12. Maizet
13. Maltot
14. Mondrainville
15. Montigny
16. Préaux-Bocage
17. Sainte-Honorine-du-Fay
18. Vacognes-Neuilly
19. Vieux

## Compétences

### Obligatoires
- Aménagement de l'espace
  - La communauté de communes est compétente en matière d’élaboration, de suivi, de révision et de modification du schéma de cohérence territoriale (SCOT) et des schémas de secteurs.
  - La communauté de communes participe à la démarche de constitution du pays.
- Développement économique
  - Création, aménagement, gestion et promotion de zones d’activité économique d’intérêt communautaire. Est déclarée d’intérêt communautaire la zone d’activités communautaire de 6 hectares à Évrecy.
  - Par sa participation à la plate forme d’initiative locale "Calvados Création", la Communauté de communes favorise l’implantation d’entreprises sur son territoire. Toutes autres formes d’aide relèvent de la compétence des communes.

### Compétences optionnelles
- Protection et mise en valeur de l'environnement
  - Collecte, traitement et valorisation des déchets ménagers et assimilés
  - Énergie :
    - Études pour la production d’énergie sous forme de chaleur et d’électricité à partir d’énergies renouvelables
    - Élaboration et suivi de zones de développement éolien

  - Études, travaux d’aménagement, de restauration et d’entretien des berges, des plantations, de la faune et de la flore des rivières de la Guigne et de l'Odon, à l’exclusion des opérations particulières spécifiques de lutte contre les inondations qui restent d’intérêt communal
  - Création, aménagement et entretien d’un sentier de découverte thématique autour de la Vallée de la Guigne et d’un sentier d’interprétation des Bois de Baron. Pour ce faire, la communauté de communes réalise des études, acquiert des terrains, réalise les travaux d’ouverture et d’aménagement, implante une signalétique explicative et entretient les sentiers
  - Pour les sentiers de randonnées qui sont déclarés d’intérêt communautaire, la communauté de communes réalise des études, réactualise les circuits existants, implante une signalétique explicative, assure la promotion de ces sentiers et entretient la signalisation et le balisage de ces sentiers
- Création, aménagement et entretien de la voirie
  - La communauté de communes est compétente en matière d’aménagement et d’entretien sur les voies d’intérêt communautaire. Sont d’intérêt communautaire, toutes les voies communales existantes et à venir dès lors qu’elles sont inscrites comme telles au tableau des voiries communales
  - La compétence voirie inclut la voie de circulation et les seules dépendances nécessaires à la conservation et à l’exploitation de la route
  - Reste de la compétence des communes membres :
    - la création des voies nouvelles avec leurs dépendances
    - les fossés, les caniveaux, les parapets et les trottoirs dès lors qu’ils ne sont pas nécessaires à la conservation et à l’exploitation de la route
    - le nettoiement
    - le déneigement
    - la signalisation verticale et horizontale
    - les équipements de sécurité
    - l’éclairage public
    - les espaces verts et les aménagements paysagers sans lien fonctionnel avec la voirie
- Construction, entretien et fonctionnement d'équipements culturels et sportifs et d'équipements de l'enseignement élémentaire et préélémentaire
  - Étude, construction, entretien et fonctionnement d’équipements sportifs d’intérêt communautaire. Est déclaré d’intérêt communautaire le gymnase communautaire à Fontaine-Étoupefour
  - La communauté de communes est compétente pour l’étude, l’aménagement et l’entretien d’une base de canoë-kayak à Maizet
  - La communauté de communes est compétente en matière d’enseignement musical. Cette compétence sera déléguée par convention à une ou plusieurs associations
  - Sont d’intérêt communautaire :
    - La mise en réseau des bibliothèques situées sur le territoire de la communauté de communes
    - La saison culturelle organisée par l’OMAC sur le territoire de la communauté de communes
    - Le spectacle annuel intitulé « le festiv’arts » organisé par la compagnie Jacky Auvray de l’association "Espace Libre"
    - Le spectacle d’ouverture de saison de la compagnie Azimut

## Politique et administration
| Période      | Période       | Identité         | Étiquette | Qualité                      |
| ------------ | ------------- | ---------------- | --------- | ---------------------------- |
| février 2002 | avril 2014    | Roger Entfellner |           | Maire de Grainville-sur-Odon |
| avril 2014   | décembre 2016 | Bernard Énault   |           | Maire de Fontaine-Étoupefour |